# ماکروس (انیمه)
ماکروس (به ژاپنی: マクロス, Makurosu)، یک انیمه ژاپنی علمی-تخیلی سبک مکا فرنچایز رسانه‌ای/ میکس رسانه ای، ایجاد شده توسط استودیو نوئه (مهم‌ترین طراح مکانیک، نویسنده و تهیه‌کننده شوجی کاوامور و آرت لند در سال ۱۹۸۲ بود.